# Dent du Caïman
O Dent du Caïman é um cume do grupo conhecido como Aiguilles de Chamonix no Maciço do Monte Branco, que culmina a 3554 m de altitude e faz parte do grupo do Dent du Crocodile.

## Ascensões
A primeira ascensão teve lugar a 20 de julho de 1905 e foi feita por Émile Fontaine com os guias Joseph Ravanel e Léon Tournier. O Dent du Caïman sobe-se geralmente depois de se ter feito a travessia das Aiguilles de Chamonix.